# Chojty
Chojty (deutsch Koiten, vor 1929 Choyten, früher auch Choiten) ist eine Ortschaft in der Landgemeinde (Gmina) Dzierzgoń (Christburg) im Powiat Sztumski (Stuhmer Kreis) der polnischen Woiwodschaft Pommern.

## Geographische Lage
Die Ortschaft liegt im ehemaligen Westpreußen, etwa 17 Kilometer ostnordöstlich von Stuhm (Sztum), 18 Kilometer südöstlich von Marienburg (Malbork) und neun Kilometer nordwestlich von Christburg (Dzierzgoń).

## Geschichte
Ältere Ortsbezeichnungen sind Koitelauken (1308), Goithi (1593), Koyten (1598) und Choity (1650). Zur Ordenszeit wurde 1308 am St.-Vinzenz-Tag dem Tustim, Sohn des berühmten Preußen Samile, das Gut Koitelauken zu kulmischem Recht gegeben.
Besitzer des Ritterguts Choyten um 1896 war Ernst von Götzen.
Am 1. April 1927 hatte der Gutsbezirk Choyten eine Flächengröße von 348 Hektar.
Am 30. September 1928 wurde der Gutsbezirk Choyten mit den Gutsbezirken Buchwalde, Telkwitz und Trankwitz zur neuen Landgemeinde Trankwitz zusammengeschlossen.

### Demographie
| Jahr | Einwohner | Anmerkungen                                                                                                   |
| ---- | --------- | --- |
| 1783 | –         | adliges Vorwerk, acht Feuerstellen (Haushaltungen), in Westpreußen                                            |
| 1818 | 71        | adliges Vorwerk                                                                                               |
| 1852 | 91        | [ 8 ] |
| 1864 | 126       | Rittergut, darunter 52 Evangelische und 74 Katholiken                                                         |
| 1885 | 119       | Gutsbezirk, am 1. Dezember, darunter 45 Evangelische und 74 Katholiken                                        |
| 1910 | 122       | Gutsbezirk, am 1. Dezember, davon 76 Evangelische und 46 Katholiken; 14 Personen mit polnischer Muttersprache |
| 1925 | 88        | Gutsbezirk, am 16. Juni                                                                                       |

## Kirche
Die Protestanten der hier bis 1945 anwesenden Dorfbevölkerung gehörten zur evangelischen Pfarrei Stalle.